# Крепкая (приток Куртлака)
Крепкая — река в Клетском районе Волгоградской области, левый приток Куртлака (бассейн Дона).
Длина реки составляет 79 км, площадь бассейна — 545 км². Протекает в степной местности в восточной части Донской гряды. Исток в одноимённой балке в 6,5 км к юго-западу от хутора Венцы. Течёт по балке на юго-запад, в среднем течении поворачивает на северо-запад. В устьевой части отклоняется влево и впадает в Куртлак по левому берегу в 72 км от его устья, в 1,5 км к югу от окраин хутора Перелазовский.
Река пересыхающая. Русло извилистое, сток зарегулирован.
Основные притоки: левые — балки Берёзовая, Безводная, Тополева, правый — балка Сапунова.
На берегах расположены (от истока) хутора Майоровский, Манойлин, Калмыковский (крупнейший населённый пункт в бассейне), Зотовский, Максари, в бассейне также находится хутор Терновой.
В низовьях реку пересекает автодорога Суровикино — Михайловка.

## Данные водного реестра
По данным государственного водного реестра России относится к Донскому бассейновому округу, водохозяйственный участок реки — Чир, речной подбассейн реки — Дон между впадением Хопра и Северского Донца. Речной бассейн реки — Дон (российская часть бассейна).
Код объекта в государственном водном реестре — 05010300812107000009849.